# 麥克米倫彗星
麥克米倫彗星（208P/McMillan）是一顆週期彗星，屬於木星族彗星。
2008年10月19日，美國天文學家羅伯特·S·麥克米倫發現該彗星；當宣布這一發現時，已經發現可追溯到2008年9月20日的影像。2008年12月，日本天文學家中野主一發現了可追溯到2000年9月23日和2000年10月2日的發現前圖像。
這顆彗星唯一的特殊之處是它與木星的最小軌道相交距離較小，只有0.113天文單位。這一特徵意味著彗星可以靠近木星運行，從而能夠對其軌道進行巨大的改變；2004年7月9日，彗星在0.185天文單位處近距離通過，可能改變了彗星之前的軌道。